# Лебедєв Олександр Георгійович
Олександр Георгійович Ле́бедєв (8 жовтня (26 вересня) 1874, Казань — 27 січня 1936, Київ) — український ентомолог російського походження, професор.

## Життєпис
У 1899 році закінчив Казанський університет. З 1900 року викладав у Київському політехнічному інституті та у відділеному від нього у 1922 році Київському сільськогосподарському інституті. У 1919 році був членом Комітету вивчення фауни УАН. Зі створенням Інституту зоології у 1930 році перейшов до цієї установи, де очолював відділ екології та лабораторію екології комах. Одночасно з цим у 1935 році очолив кафедру зоології безхребетних біологічного факультету Київського університету. Помер у 1936 році в Києві.